# 陳國強 (商人)
陳國強（Dr. Charles Chan Kwok Keung，1955年—），香港商人，有「殼王」之稱。曾就讀聖匠中學及培正中學，旗下有多間上市公司，曾任錦興集團（港交所：00275）董事會主席及電視廣播有限公司（港交所：00511）董事局主席，與商人李嘉誠關係密切。
陳國強擅長收購空殼公司，注入資產並尋覓買家以較高價出售。2000年科網熱潮購入金力國際（中油燃氣港交所：000603前身），把部份股權售予盈科數碼動力(電訊盈科前身)及日本光通信。曾持有上市公司共15間，包括東方魅力及成報等。科網股爆破後，旗下公司因負債，曾令陳國強陷入困難，需將旗下部份公司出售。2003年初把《成報》以1億港元出售予由吳征及楊瀾控制的陽光文化。
2005年4月25日，陳國強透過錦興集團，與另外兩間上市公司匯漢實業及澳門實德，收購漢傳媒集團有限公司（前稱「瑞力控股」），漢傳媒其後完全接管前東方魅力的娛樂業務，並入股銀河衛星（其後易名為無線收費電視）。
2006年4月，陳國強旗下的錦興出售光碟生產公司Memorex，套現11億港元。2006年7月，陳國強購入總值5000萬元嘉禾電影的2年期可換股票據，間接增持嘉禾股權。同年8月，陳國強又有意參與收購另一電影娛樂公司邵氏兄弟股權。
陳國強已婚，但2005年12月曾在北京與藝人葉璇大跳辣身舞。
2011年1月26日，陳國強透過收購邵氏兄弟，入股電視廣播有限公司，成為大股東。2015年元旦出任董事局主席，接替退休的梁乃鵬。
2020年1月22日，電視廣播宣佈陳國強在同年2月4日起辭任主席，並將沽售電視廣播所有股份，展開他的退休生活。

## 旗下公司
- 德祥企業（港交所：00372）
- 錦興集團（港交所：00275）
- 德祥地產（港交所：00199）
- 漢傳媒（港交所：00491）
- 卓施金網（港交所：08063）
- 電視廣播（港交所：00511，待沽售）

## 資料來源
1. ↑  . 電視廣播有限公司. 2014年12月19日  [2015年1月19日]. （原始内容存档于2015年1月19日）.（繁體中文）
2. ↑  .   [2006-08-17]. （原始内容存档于2007-01-02）.
3. ↑  .   [2006-08-17]. （原始内容存档于2016-03-04）.
4. ↑  .   [2006-08-17]. （原始内容存档于2011-02-03）.
5. ↑  .   [2020-01-22]. （原始内容存档于2022-07-08）.
6. ↑  .   [2020-01-22]. （原始内容存档于2020-01-22）.